# Гороховська Катерина Володимирівна
Катерина Володимирівна Гороховська (рос. Екатерина Владимировна Гороховская, нар. 28 вересня 1976, Зея, Амурська область) — російська акторка театру і кіно, театральний режисер, педагог, театральний критик, лауреат акторської премії ім. В. Стржельчика.

## Життєпис
Народилася 28 вересня 1976 року у місті Зея Амурської області.
З 1993 по 1995 рік навчалася у Санкт-Петербурзькому гуманітарному університеті профспілок на акторсько-режисерському курсі (керівник З. Я. Корогодський).
У 1996 році вступила на театрознавчий факультет СПбДАТІ. У 1998 році дебютувала як акторка у Великому драматичному театрі імені Г. О. Товстоногова.
З 2000 по 2002 рік навчалася вільним слухачем на акторсько-режисерському курсі Г. Козлова. Нині Катерина Гороховська акторка Великого драматичного театру імені Г. А. Товстоногова.

## Творчість

### Ролі в театрі
- 2006 — «П'ять двадцять п'ять» Данила Привалова. Режисер Йохан Ботт-Таня.
- 1998 — «Аркадія» Тома Стоппарда-Томасіна.

### Постановки в театрі
- 2007 — «Зими не буде» Віктора Ольшанського
- 2006 — «Дзига»
- 2008 — «Росток» (власна сценічна композиція)
- 2008 — «Сіра шийка»
- 2010 — «Зими не буде»

### Ролі в кіно
- 2000 — Власна тінь
- 2002 — Російський ковчег
- 2004 — Іменини — Таня
- 2005 — Странник — Ірина

### Озвучення мультфільмів
- 2006 — Добриня Микитич та Змій Горинич — Забава Путятічна
- 2006–н.ч. — Лунтик — Лунтик
- 2007 — Ілля Муромець і Соловей Розбійник — Оленка